# Jasmin Staiblin
Jasmin Simone Staiblin (* 1. März 1970 in Endingen am Kaiserstuhl) ist eine deutsche Managerin. Sie war von 2006 bis 2012 Vorsitzende der Geschäftsleitung (CEO) der ABB Schweiz und von 2013 bis 2018 des Energiekonzerns Alpiq.

## Herkunft und Karriere
Die Tochter von Gerdi Staiblin, der früheren Vizepräsidentin des Deutschen Landfrauenverbands und Ministerin für Ernährung und ländlichen Raum in der Landesregierung Baden-Württembergs wuchs auf einem Winzerhof in Königschaffhausen am Kaiserstuhl auf und erlebte in ihrer Kindheit, wie ihre Eltern sich 1975 am Widerstand gegen den Bau des Atomkraftwerks im Nachbardorf Wyhl beteiligten. Ihr Vater Helmut Staiblin war Kellermeister der örtlichen Winzergenossenschaft Königschaffhausen.
Nach dem Abitur am Technischen Gymnasium an den Gewerblichen und Hauswirtschaftlich-Sozialpflegerischen Schulen in Emmendingen (GHSE), studierte Jasmin Staiblin Physik und Elektrotechnik an der Technischen Hochschule in Karlsruhe und der Königlich-Technischen Hochschule (KTH) in Stockholm. Sie beendete ihr Studium mit einem Abschluss in Physik und verfügt über einen Master of Science in Elektrotechnik. Ihre an der KTH abgeschlossene Diplomarbeit wurde mit dem „European University Award“ ausgezeichnet. Ab 1997 arbeitete sie zunächst als Forschungsassistentin im ABB-Forschungszentrum Dättwil und wurde 1999 Verkaufsleiterin bei der ABB Hochspannungstechnik in Oerlikon. Nachdem sie 2000 das Portfolio Management und Business Development für die globale Geschäftseinheit Mittelspannungsprodukte im ABB-Konzern in Zürich übernommen hatte, wurde sie 2004 Mitglied des Managements der globalen ABB-Division Elektrotechnik und 2006 Landesschefin (CEO) der ABB Schweiz in Baden AG. Das Amt hatte sie bis 2012 inne.
Sie war vom 1. Januar 2013 bis zum 31. Dezember 2018 Vorsitzende der operativen Geschäftsleitung von Alpiq. Sie trat Ende 2018 zurück, ihr Vertrag lief weitere 12 Monate, für die sie freigestellt wurde. Für dieses Jahr erhielt sie eine Gesamtvergütung von 1,9 Millionen Franken.

## Kontroverse
2009 nahm Staiblin als CEO von ABB 16 Wochen Mutterschaftsurlaub und sorgte dadurch in manchen Kreisen der Schweiz für Aufsehen. So hat neben der Boulevardzeitung Blick auch der Herausgeber der Weltwoche, Roger Köppel unter anderem beklagt, dass es sich kein Mann in einer vergleichbaren Stellung erlauben könnte, seine Arbeitsstelle aus persönlichen Gründen zu verlassen. Kurze Zeit nach ihrem Antritt als CEO bei Alpiq wurde bekannt, dass Staiblin ihr zweites Kind erwartet.

## Mandate
- 2007–2014: Mitglied im Verwaltungsrat der Neuen Aargauer Bank AG
- 2007–?: Vizepräsidentin Energie Trialog Schweiz
- 2008–2013: Mitglied des Vorstandsausschusses der Swissmem
- 2008–2012; 2014–2018: Vorstandsmitglied der Economiesuisse
- 2012–2017: Vizepräsidentin Swisselectric
- 2012–2016: Mitglied im ETH-Rat

Seit April 2019 ist sie Verwaltungsrätin der Zurich Insurance Group und der Zürich Versicherungs-Gesellschaft AG. Zudem ist sie Verwaltungsrätin von Rolls-Royce plc (seit 2012), London, von NXP Semiconductors N.V., Niederlande, der Georg Fischer AG (seit 2011), Schaffhausen sowie von Seves Group S.à.r.l., Luxemburg.

## Auszeichnungen / Nominationen
- SwissAward 2007, Kategorie Wirtschaft. (Nomination)
- Young Global Leader 2008, Weltwirtschaftsforum[14]